# الجبهة القومية للتحرير
الجبهة القومية للتحرير (بالإنجليزية: National Liberation Front - NLF) هي إحدى فصائل المقاومة للاستعمار البريطاني لعدن. تمكنت من نشر نفوذها قبل الاستقلال على حساب منافستها جبهة تحرير جنوب اليمن المحتل (جبهة التحرير) واستطاعت الانفراد بالسلطة بعد الاستقلال واعلان جمهورية اليمن الديمقراطية الشعبية في 30 نوفمبر عام 1967.

## الصراع مع جبهة التحرير
في 1966 م أثناء مناقشة قضية الجنوب المحتل في القاهرة بحضور قحطان الشعبي، وسيف الضالعي وفد (الجبهة القومية)، وعبد القوي مكاوي، وخليفة عبد الله خليفة وفد (حكومة عدن المقالة)، ووفد (منظمة التحرير) اقترحت مصر أن يتولى رئاسة الوفد عبد القوي مكاوي ولكن قحطان الشعبي ظل مصراً على أن تكون رئاسة الوفد الجبهة القومية للتحرير باعتبارها هي التي تقود الثورة المسلحة حيث رأت مصر أن الأمم المتحدة هي ساحة سياسية، وليست ميدان قتال وأن عبد القوي مكاوي واجهة سياسية مقبولة لدى الرأي العام الدولي ولكن قحطان الشعبي رفض ذلك.
لذلك فكرت مصر في إيجاد تنظيم جديد على أمل أن يحل محل (الجبهة القومية)، فراحت تخطط لذلك وقامت بإقناع بعض القياديين في الجبهة القومية بالموافقة على الاندماج مع (منظمة التحرير) في إطار جبهة تحرير الجنوب اليمني المحتل التي جاء قيامها حصيلة محادثات جرت في تعز بين علي احمد ناصر السلامي كممثل للجبهة القومية وبين عبد الله الأصنج كممثل عن (منظمة التحرير)، وتولى الجهاز العربي رعاية تلك المحادثات التي دارت بصورة سرية دون علم، أو مشاركة معظم قادة (الجبهة القومية)، وفي الساعة الثامنة من مساء يوم 13 يناير عام 1966 م قامت (إذاعة تعز) بقراءة بيان ينص على أن الجبهة القومية ومنظمة التحرير قد اتفقتا على الاندماج معاً في تنظيم واحد تقرر أن يطلق عليه اسم (جبهة تحرير الجنوب اليمني المحتل)، وكان البيان يحمل توقيعي الأصنج والسلامي. فأثار البيان ردود أفعال غاضبة في صفوف غالبية قادة (الجبهة القومية)، وتشكيلاتها المختلفة التي فوجئت بالأمر، واعتبرته قسرياً وغير شرعي وتم بضغوط من مصر.
دخول الجبهة القومية للتحرير في المنظمة الجديدة لم يكن بموافقة جميع قادتها لذلك لم تلبث المنازعات أن ظهرت بجلاء. حيث كان قادة منظمة التحرير السابقة يدركون أهمية السياسة والنضال المسلح بينما كانت الجبهة القومية للتحرير يفضلون النضال المسلح على السياسة بشكل أكبر.
إضافة إلى ذلك كانت الخلافات تدور حول السياسة التي ينبغي نهجها لطرد المحتل وبعد طرد المحتل لكل هذه الأسباب فسخ التحالف الذي جرى في 13 يناير 1966 في ديسمبر من السنة ذاتها. استعادت الجبهة القومية للتحرير حرية عملها وكثفت نشاطها العسكري في مناطق البلد الداخلية والمراكز الحضرية. وفي نفس الوقت قوت ووطدت أوضاعها في الجيش والشرطة والنقابات وفي صفوف المثقفين الشبان، وازداد تأصلها في الأرياف. ومع تبني هذا الخط القاسي عرفت الحركة الثورية تحولاً حاسماً.
أما جبهة تحرير جنوب اليمن المحتل فقد أناطت نفسها بقيادة عسكرية مستقلة المنظمة الشعبية عهد إليها برعاية النضال المسلح، وبمكتب سياسي يقع العمل السياسي على عاتقه. وقد ضاعفت مجهودها على الصعيد الداخلي وبذلت نشاطاً دبلوماسياً واسع النطاق في الخارج وبالأخص في هيئة الأمم المتحدة.

## السيطرة على السلطة

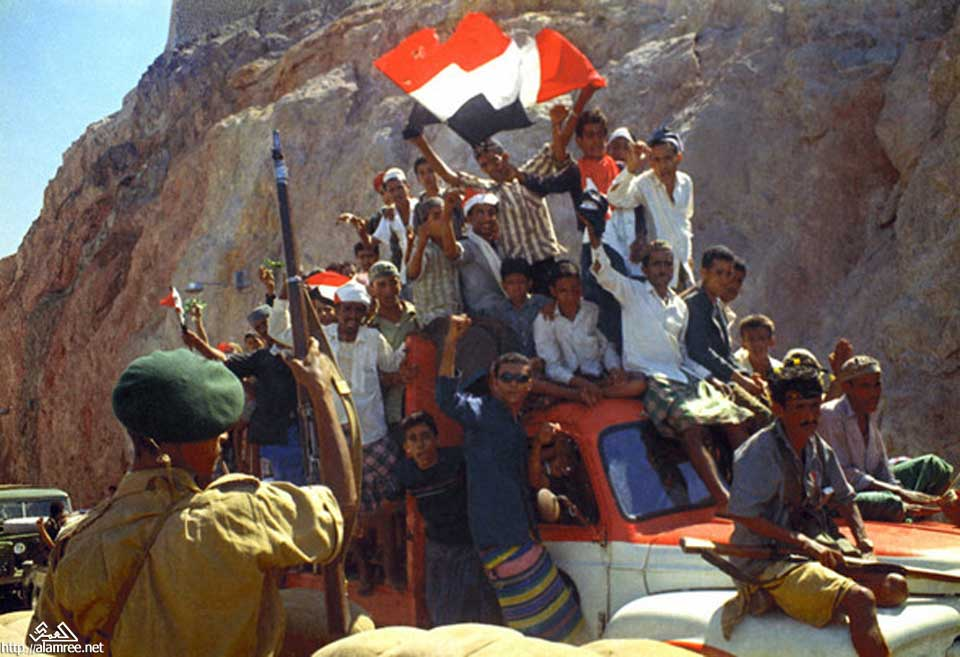
مؤيدو جبهة التحرير الوطني يلوحون بأعلامهم في إطار الاحتفالات والمظاهرات والمسيرات الحاشدة في 29 و30 نوفمبر/تشرين الثاني 1967

نظراً لان قاعدة عدن لم تعد لها أهمية بالنسبة لإنجلترا منذ أن تقرر الجلاء عنها في شهر فبراير 1967. قررت لندن انهاء وجودها في اليمن الجنوبي. وقد تم اختيار التاسع من يناير 1967 كيوم حصول اليمن الجنوبي على السيادة الدولية.
مضت الأحداث السياسية والميدانية بشكل سريع فقد تفكك النظام الاتحادي على أثر تمرد 20 يونيو 1967. بعدها قامت الجبهة القومية للتحرير بسرعة بنشر نفوذها على معظم مناطق الاتحاد وكذلك على حضرموت. حاولت بعدها جبهة تحرير جنوب اليمن المحتل السيطرة على بعض المناطق ولكن بعد فوات الاوان. حيث أدى هذا التسابق إلى اصطدامات دموية بالأخص في لحج ودار سعد والشيخ عثمان.
وبعد أن فشلت جبهة تحرير جنوب اليمن المحتل (جبهة التحرير) في تصحيح الوضع لصالحها، توجب عليها أن تلين مواقفها السابقة. فقد انقطعت عن اعتبار نفسها الممثل الوحيد لشعب اليمن الجنوبي وتخلت عن مشروعها الرامي إلى تشكيل حكومة في المنفى.
وفي 2 نوفمبر أعلن وزير الخارجية في مجلس العموم ان حكومته قد قررت تقديم تاريخ استقلال اليمن الجنوبي هذا، إلى نهاية نوفمبر 1967 بدلاً من 9 يناير1968. وأدى إعلان رحيل البريطانيين القريب إلى تصعيد التوتر من جديد وعادت المنازعات بعنف في عدة أماكن من عدن وأدت إلى سقوط بضع عشرات من الضحايا.
هيمنت الجبهة القومية على كل البلد تقريباً ووجدت أنه من غير الطبيعي أن تفلت عدن من نفوذها. وأما جبهة التحرير فقد كانت عدن بالنسبة إليها ذات أهمية حياتية. فالإشراف على عدن كان أهم بكثير من السيطرة على مناطق البلد الداخلية. وهكذا كان الاستيلاء على عدن مسألة حياة أو موت بالنسبة لجبهة التحرير. وبعد عدة أيام من المعارك الطاحنة خسرت جبهة التحرير معركة عدن وعلى الفور بدأت مطاردة أتباعها ومناضليها وتبع ذلك تطهير الجيش والشرطة والإدارة منهم.
خرجت الجبهة القومية منتصرة من ذلك الصراع الدموي الذي دام من 1 إلى 6 نوفمبر 1967 وبسقوط عدن صار البلد كله تقريباً تحت سيطرتها. لهذا قررت بريطانيا، وهي على وشك الانسحاب أن مصلحتها تكمن في التعاون مع الجبهة القومية وتسليم السلطة لها وهذا ما حصل فعلاً، إذ استلمت الجبهة القومية من بريطانيا القواعد والمطارات والمنشآت العسكرية وكذلك الإدارات الحكومية المدنية، وتم اعلان تأسيس جمهورية اليمن الديمقراطية الشعبية في 30 تشرين الثاني من عام 1967 وقحطان الشعبي رئيساً لها.